# Niccolò Forteguerri (1674-1735)
Niccolò Forteguerri (Pistoia, 6 novembre 1674 – Pistoia, 7 febbraio 1735) è stato un poeta e presbitero italiano.

## Biografia
Forteguerri venne avviato subito al sacerdozio e si laureò nel 1695 a Roma. Viene scelto come segretario dal monsignore Anton Felice Zandonai fu eletto Nunzio Apostolico in Spagna. Rientra a Roma, dove Clemente XI, lo elegge Canonico della Segreteria Apostolica di Santa Maria Maggiore e di San Pietro in Vaticano. Viene poi ammesso nell'Accademia dell'Arcadia, con il nome arcadico di Nidalmo Tiseo, dove si dedicò alla poesia. Nel 1730, viene nominato Segretario della Congregazione di Propaganda Fide. Scrisse varie opere, per lo più rimaste inedite, tra le quali i Capitoli, una raccolta di lettere di contenuto satirico. 
Nel 1738 a Venezia fu pubblicato, sotto lo pseudonimo di Niccolò Carteromaco, il Ricciardetto un poema burlesco in 30 canti che si rifaceva ai poemi cavallereschi.
Posto all'Indice nel 1739 il Ricciardetto godette di una certa fama durante il Settecento e l'Ottocento. Fu scelto da Francesco Berio di Salsa come fonte letteraria dell'opera Ricciardo e Zoraide di Gioachino Rossini.